# Аркафій
Аркафій ( Аріарат IX ; дав.-гр. ο Άρκαθίας означає  Правитель ; 110 або 109 до н. е.. — 86 до н. е.) — понтійський принц, син царя  Мітрідата VI і його сестри Лаодіки. Народився і виріс в Понтійському царстві.

## Біографія

### Цар Каппадокії
У 101 до н. е. Мітрідат VI вбив свого племінника, царя Каппадокії Аріарата VII. Після цього понтійський правитель звів на престол свого восьмирічного сина Аркафія під династичним ім'ям Аріарат IX Евсеб Філопатор (дав.-гр. ο Ἀριαράθης Εὐσεβής Φιλοπάτωρ; «Евсеб» — «благочестивий», «Філопатор» — «люблячий свого батька»), хоча всі владні важелі залишив собі.
Понтійські чиновники посилено обирали країну, і незабаром каппадокійська знать повстала на користь Аріарата VIII, брата убитого царя. Однак понтійці змогли відновити свого ставленика. У 95 році до н. е. римський сенат наказав прибрати з престолу Аріарата IX. Натомість були організовані вибори нового царя, яким став Аріобарзан I.

### Перша Мітрідатова війна
Аркафій приєднався до батьківських воєначальників Неоптолема і Архелая з 10 000 вершниками з Малої Вірменії під час Першої Мітрідатової війни (89 до н. е. — 85 до н. е.). Брав участь в битві біля річки Амній, в якій були розгромлені війська  віфінського царя Нікомеда IV.
Будучи талановитим кавалерійським командиром, в 86 році до н. е. Аркафій вторгся в римську провінцію Македонія, яку і підкорив. Після цього попрямував назустріч римському полководцю Суллі, але під час походу помер у гори Тисайон.
Аркафій був веселою людиною, і був для батька вірним сином і військовим героєм.